# Lista de instituições de ensino superior de Pernambuco
Essa é uma lista de instituições de ensino superior localizadas no estado de Pernambuco

## Públicas

### Federais
Recife
- Universidade Federal de Pernambuco (UFPE)
- Universidade Federal Rural de Pernambuco (UFRPE)
- Instituto Federal de Pernambuco (IFPE), antigo CEFET-PE

Petrolina
- Universidade Federal do Vale do São Francisco (UNIVASF)
- Instituto Federal do Sertão Pernambucano (IFSertão-PE), antigo (CEFET-Petrolina)

Vitória de Santo Antão
- Instituto Federal de Pernambuco (IFPE)
- Universidade Federal de Pernambuco (UFPE)

Caruaru
- Instituto Federal de Pernambuco (IFPE)

- Universidade Federal de Pernambuco (UFPE)

Barreiros
- Instituto Federal de Pernambuco (IFPE), antiga EAF-Barreiros

Belo Jardim
- Universidade Federal Rural de Pernambuco (UFRPE)
- Instituto Federal de Pernambuco (IFPE), antiga (EAFBJ)

Garanhuns
- Universidade Federal do Agreste de Pernambuco (UFAPE)
- Instituto Federal de Pernambuco (IFPE)

Serra Talhada
- Universidade Federal Rural de Pernambuco (UFRPE)
- Instituto Federal do Sertão Pernambucano (IF sertão-PE)

Cabo de Santo Agostinho
- Universidade Federal Rural de Pernambuco (UFRPE)
- Instituto Federal de Pernambuco (IFPE)

### Estaduais
Recife
- Escola Politécnica de Pernambuco (POLI)
- Faculdade de Ciências da Administração de Pernambuco (FCAP)
- Faculdade de Ciências Médicas de Pernambuco (FCM)
- Faculdade de Enfermagem Nossa Senhora das Graças (FENSG)
- Instituto de Ciências Biológicas (ICB)
- Escola Superior de Educação Física (ESEF)

Camaragibe
- Faculdade de Odontologia de Pernambuco (FOP)

Garanhuns
- Faculdade de Ciências, Educação e Tecnologia de Garanhuns (FACETEG)

Nazaré da Mata
- Faculdade de Formação de Professores de Nazaré da Mata (FFPNM)

Caruaru
- Faculdade de Ciências e Tecnologia de Caruaru (FACITEC)

Serra Talhada
- Universidade de Pernambuco (UPE)

### Municipais
Araripina
- Faculdade de Ciências Agrárias de Araripina (FACIAGRA)
- Faculdade de Ciências Humanas e Sociais de Araripina (FACISA)
- Faculdade de Formação de Professores de Araripina (FAFOPA)
- Instituto Educacional Vitória (INEVI)

Arcoverde
- Escola Superior de Saúde de Arcoverde (ESSA)

Afogados da Ingazeira
- Faculdade de Formação de Professores de Afogados da Ingazeira (FAFOPAI)
- Instituto Superior de Educação do Sertão do Pajeú (ISESP)

Garanhuns
- Faculdade de Ciências da Administração de Garanhuns (FAGA)
- Faculdade de Direito de Garanhuns (FDG)

Goiana
- Faculdade de Ciências e Tecnologia Prof. Dirson Maciel de Barros (Fadimab)
- Instituto Superior de Educação de Goiana (ISEG)

Palmares
- Faculdade de Ciências Sociais dos Palmares (FACIP)
- Faculdade de Formação de Professores da Mata Sul (FAMASUL)

Serra Talhada
- Faculdade de Formação de Professores de Serra Talhada (FAFOPST)
- Faculdade de Ciências e Saúde de Serra Talhada (FACISST)

Belém de São Francisco
- Centro de Ensino Superior do Vale do São Francisco (CESVASF)

Belo Jardim
- Faculdade de Formação de Professores de Belo Jardim (FABEJA)

Cabo de Santo Agostinho
- Faculdade de Ciências Humanas e Sociais Aplicadas do Cabo de Santo Agostinho (FACHUCA)

Limoeiro
- Faculdade de Ciências da Administração do Limoeiro (FACAL)

Petrolina
- Faculdade de Ciências Aplicadas e Sociais de Petrolina (FACAPE)

Salgueiro
- Faculdade de Ciências Humanas do Sertão Central (FACHUSC)

## Privadas

### Instituições particulares
Recife
- Universidade Católica de Pernambuco (UNICAP)[1]
- Faculdade Pernambucana de Saúde (FPS)[2]
- Faculdade Senac Pernambuco (SENAC)
- Faculdade Marista (FMR)
- Faculdade Damas da Instrução Cristã (FADIC)
- Faculdade Salesiana do Nordeste (FASNE)
- Instituto Salesiano de Filosofia (INSAF)
- Faculdade Frassinetti do Recife (FAFIRE)

Olinda
- Faculdade de Olinda (FOCCA)[3]
- Faculdade de Ciências Humanas de Olinda (FACHO)[4]
- Faculdade de Comunicação e Turismo de Olinda (FACOTTUR)[5]
- Instituto de Ensino Superior de Olinda (IESO)[6]
- Faculdade de Ciências Contábeis de Recife (FACCOR)[7]
- Faculdade de Informática do Recife (FACIR)[8]

Igarassu
- Faculdade de Ciências Humanas e Sociais de Igarassu (FACIG)[9]

### Instituições com fins lucrativos
Belém do São Francisco
- Faculdade de Ciências Humanas e Exatas do Sertão de Pernambuco (FACESF)

Recife
- Centro Universitário São Miguel (UNISÃOMIGUEL)
- Centro Universitário Mauricio de Nassau (UNINASSAU)
- Faculdade Boa Viagem (FBV)
- Faculdade de Odontologia do Recife (FOR)
- Faculdade do Recife (FAREC)
- Faculdade Nova Roma (FNR)
- Faculdade Joaquim Nabuco  (FJN)
- Faculdade Estácio do Recife (ESTÁCIO-FIR)
- Universidade Salgado de Oliveira (UNIVERSO)
- Faculdade Integrada de Pernambuco (FACIPE)
- Centro Universitário Brasileiro (UNIBRA)
- Faculdade de Ciências Humanas Esuda (ESUDA)
- Faculdade de Tecnologia e Ciências de Pernambuco  (FATEC)
- Escola Superior de Marketing (ESM)
- Escola Superior de Relações Públicas (Esurp)
- Escola Superior de Secretariado de Pernambuco (ESUSPE)
- Faculdade de Arquitetura e Urbanismo de Pernambuco (FAUPE)
- Faculdade de Ciências Humanas de Pernambuco (FCHPE)
- Faculdade de Tecnologia Fama (FAMA)
- Faculdade de Tecnologia Ibratec (UNIBRATEC)
- Faculdade para o Desenvolvimento de Pernambuco (FADEPE)
- Faculdade Santa Catarina (FASC)
- Faculdade Santa Helena (FASH)
- Faculdade Santa Maria (FSM)
- Instituto de Ensino Superior de Piedade (IESP)
- Instituto Pernambucano de Ensino Superior (IPESU)
- Instituto Superior de Educação Anchieta (ISEA)
- Faculdade Pernambucana (Fape)

Olinda
- Faculdade de Medicina de Olinda (FMO)[10]
- Faculdade Joaquim Nabuco (FJN)[11]

Caruaru
- Centro Universitário Tabosa de Almeida (ASCES-UNITA)
- Faculdade de Filosofia, Ciências e Letras de Caruaru (FAFICA)
- Centro Universitário do Vale do Ipojuca (UNIFAVIP | Wyden)
- Universidade Paulista (UNIP)
- Centro Universitário Mauricio de Nassau (UNINASSAU)

Jaboatão dos Guararapes
- Faculdade dos Guararapes (FG)
- Faculdade Européia de Administração e Marketing (FEPAM)
- Faculdade Metropolitana da Grande Recife (UNESJ)
- Instituto de Ensino Superior de Piedade (IESP)

Santa Cruz do Capibaribe
- Faculdade de Desenvolvimento e Integração Regional (FADIRE)
- Faculdade Santa Cruz (FACRUZ)
- Instituto Superior de Educação Santa Cruz (ISED)
- Universidade Norte do Paraná (UNOPAR)

Timbaúba
- Faculdade de Ciências de Timbaúba (FACET)
- Faculdade de Educação Superior de Timbaúba (FAEST)

Vitória de Santo Antão
- Faculdade Escritor Osman da Costa Lins (FACOL)
- Faculdades Integradas da Vitória de Santo Antão (FAINTVISA)

Paulista
- Faculdade Decisão (FADE)
- Faculdade Joaquim Nabuco

Igarassu
- Faculdade de Teologia Integrada (FATIN)

Carpina
- Faculdade Luso-Brasileira (FALUB)

Belo Jardim
- Faculdade de Enfermagem de Belo Jardim (FAEB)

Escada
- Faculdade da Escada (FAESC)

Floresta
- Instituto Superior de Educação de Floresta (ISEF)

Ipojuca
- Faculdade José Lacerda Filho de Ciências Aplicadas (FAJOLCA)

Pesqueira
- Instituto Superior de Educação de Pesqueira (ISEP)

Salgueiro
- Instituto Superior de Educação de Salgueiro (ISES)

 São Lourenço da Mata
- Faculdade Joaquim Nabuco (FJN)

Surubim
- Faculdade Duarte Coelho (FDC)[12]